# Свети Никола (Топлица)
Вижте пояснителната страница за други значения на Свети Никола.
„Свети Никола“ (на македонска литературна норма: „Свети Никола“) е православна възрожденска църква в прилепското село Топлица, Северна Македония. Църквата е под управлението на Преспанско-Пелагонийската епархия на Македонската православна църква.
Край църквата има находки от римско време. В олтара за честна трпеза служи мраморна плоча, която на челната страна има три бюста и конник, представени в плитък релеф. В притвора като база на стълб е поставена надгробна стела от бял мрамор, на която има 4 фигури в плитък релјеф. Покрай тях има още една стела, на която има две фигури без глави, в стеож, и трета запазена в долния дял. Под фигурите има поле с гръцки надпис на 5 реда.
Църквата е издигната и изписана в 1860 година. Има красив възрожденски иконостас. Автори на живописта са Ангелко и Велян Андонови от Папрадище. Представлява трикорабна сграда, с полукръгла апсида на източната страна. Църквата е обновена в 1892 година, когато на западната страна е дограден трем.
- Свети Николай, Григорий Богослов и Йоан Златоуст
- Христос Вседържител
- Икона на свети Харалампий от иконостаса